# Andrei Olegowitsch Makarow
Andrei Olegowitsch Makarow (russisch Андрей Олегович Макаров, englische Transkription: Andrei Olegovich Makarov; * 20. April 1993 in Kasan) ist ein russischer Eishockeytorwart, der seit 2024 beim HK Dinamo Maladsetschna aus der belarussischen Extraliga unter Vertrag steht.

## Karriere
Andrei Makarow begann seine Karriere im Nachwuchsbereich des HK Lada Toljatti, für dessen U20-Team er bereits als 16-Jähriger in der Molodjoschnaja Chokkeinaja Liga spielte. 2010 wurde er von den Lewiston MAINEiacs aus der Ligue de hockey junior majeur du Québec beim CHL Import Draft in der ersten Runde als insgesamt 30. Spieler ausgewählt und wechselte in den Nordosten der Vereinigten Staaten, obwohl er im selben Jahr beim KHL Junior Draft 2010 von Atlant Moskowskaja Oblast in der zweiten Runde als 25. Spieler gedraftet worden war. Nach einer Spielzeit wurde sein Team aufgelöst und Makarow wechselte für zwei Jahre in die Western Hockey League zu den Saskatoon Blades, die ihn im Rahmen eines Dispersal Drafts gezogen hatten. Beim Memorial Cup 2013 wurde er als bester Torhüter mit der Hap Emms Memorial Trophy ausgezeichnet.
Anschließend zog es ihn zu den Rochester Americans in die American Hockey League, bei denen er bis zum Sommer 2016 spielte, wobei er in der Spielzeit 2013/14 überwiegend noch bei den Fort Wayne Komets in der ECHL eingesetzt wurde. Am 4. April 2015 kam er bei der 0:3-Niederlage der Buffalo Sabres, deren Farmteam die Americans sind, gegen die New York Islanders zu seinem ersten NHL-Einsatz. 2016 wechselte er zum neugegründeten chinesischen KHL-Klub Kunlun Red Star. Dort blieb er ein Jahr und wechselte dann zum Ligakonkurrenten Neftechimik Nischnekamsk. Nach einem weiteren Jahr bei Awtomobilist Jekaterinburg und einem kurzen Gastspiel bei Buran Woronesch, verbrachte der Torhüter die Spielzeit 2019/20 beim lettischen KHL-Klub Dinamo Riga. Zum folgenden Spieljahr schloss sich Makarow dem slowakischen Hauptstadtklub HC Slovan Bratislava aus der slowakischen Extraliga an. Nachdem er die Spielzeit 2021/22 beim HK Donbass Donezk in der ukrainischen Liga verbracht hatte, schloss er sich dem HK Buran Woronesch aus der russischen Wysschaja Hockey-Liga an. Nachdem er 2023/24 beim HC Meran in der Alps Hockey League verbracht hatte, spielt er seit 2024 für den HK Dinamo Maladsetschna aus der belarussischen Extraliga.

### International
Andrei Makarow vertrat sein Heimatland im Juniorenbereich bei den U20-Weltmeisterschaften 2012 und 2013. Dabei gewann er mit der Sbornaja 2012 die Silber- und 2013 die Bronzemedaille.

## Erfolge und Auszeichnungen
- 2012 Silbermedaille bei der U20-Weltmeisterschaft
- 2013 Hap Emms Memorial Trophy
- 2013 Bronzemedaille bei der U20-Weltmeisterschaft